# NGC 3145
NGC 3145 este o galaxie spirală situată în constelația Hidra. A fost descoperită în 1786 de către William Herschel. Se află la o distanță de 62,52 de megaparseci de Pământ.